# Розбишівка
Розбишівка — село в Україні в Миргородському районі Полтавської області. Населення становить 800 осіб. Входить до складу Сергіївської сільської громади. 

## Географія
Село Розбишівка знаходиться на берегах річки Хорол, вище по течії межує із селом Лучка (Сумська обл., Роменський район), нижче по течії на відстані 0,5 км із селом Веселе. Річка в цьому місці звивиста, утворює лимани, старі русла та заболочені озерця.
Розташоване за 25 км від Гадяча і за 15 км від залізничної станції Венеславівка.

## Статистичні дані
- 1640-і рр. — 214 господарств (разом із с. Сергіївка). Млинарські колеса відсутні. Дані згідно реєстру володінь князя Ієремії Вишневецького. (Задніпровська Вишнивеччина).
- 1848—361 двір, величина району в верстах — 10, сіл в районі — 3,всього дворів — 595
- 1859 р. — 2116 (2117) жителів, 254 двори, 2 фабрики, мурована церква, власницьке і козаче
- 1869 р. — 1 винокурня, селітровий завод, цегляний завод (карта Шуберта)
- 1885 р. — 2200 жителів, 399 дворів, православна церква, 43 вітряні млини, 4 постоялі двори, 3 лавки, село державне і власницьке (Сергіївська волость, Гадяцький повіт, Полтавська губернія)
- 1900 р. — 2562 жителі, 496 дворів, 2 земські школи
- 1910 р. — 3338 жителі, 544 двори, 2 парові машини
- 1990 р. — 1639 жителів,
- На початок 2004 р. — 1399 жителів, 521 господарство.
- 1.01.2005 р. — 1380 жителів (Р.1313,В.59,К.8)
- 1.01.2006 р. — 1151 житель (Р.1091,В.56,К.4)
- 1.01.2007 р. — 1129 жителів (Р.1074,В.52,К.3)
- 1.01.2008 р. — 1111 жителів (Р.1059,В.48,К.4)
- 1.01.2009 р. — 1083 жителі (Р.1035,В.45,К.3)
- 1.01.2010 р. — 1056 (1352) жителів (Р.1008,В.45,К.3)
- 1.01.2011 р. — 1053 жителі (Р.1011,В.49,К.3)
- 1.01.2012 р. — 1022 жителі (Р.972,В.47,К.3)
- 1.01.2013 р. — 1007 жителів (Р.958,В.46,К.3)

## Історія
- 1625 — дата заснування. З 1648 у складі Гадяцького полку Гетьманщини.
- 1780 тут збудував Святодухівську церкву полковник Гадяцький Радивон Пламенець
- З 1917 - у складі Української Народної Республіки.
- Село постраждало внаслідок геноциду українського народу, проведеного окупаційним урядом СССР 1923—1933 та 1946–1947 роках. За даними «Національна книга пам'яті жертв голодомору 1932—1933 років в Україні. Полтавська область» померло від голоду 100 чоловік (99 встановлено), без урахування сіл Веселе та Крамарщина.
- До 2016 року центр сільської ради, якій були підпорядковані села Веселе, Крамарщина.

## Населення

### Мова
Розподіл населення за рідною мовою за даними перепису 2001 року:
| Мова       | Кількість | Відсоток |
| ---------- | --------- | -------- |
| українська | 1323      | 97.86%   |
| російська  | 27        | 2.00%    |
| білоруська | 1         | 0.07%    |
| румунська  | 1         | 0.07%    |
| Усього     | 1352      | 100%     |

## Відомі люди
В селі народився Євген Іванович Чайка (1902—1976) — український радянський патологоанатом, Заслужений діяч науки УРСР.
Із 2016 року у Розбишівській середній школі викладає Сафі Байс, українська письменниця.